# 一コマ漫画
一コマ漫画（ひとコマまんが）は、漫画の表現形式の1つ。1つの絵（コマ）で表現を行なう。風刺等によく使われる。代表的な例としては、新聞の政治面等に掲載される政治を風刺した漫画である。世界的に広く利用されている手法である（欧米における一コマ漫画についてはカートゥーンを参照）。
日本における一コマ漫画は、それを専門に描く漫画家が多いが、ストーリー漫画を描いている漫画家が一コマ漫画を描く場合もある。量は少ないが、手塚治虫も描いている。やくみつるのように4コマ漫画家が一コマ漫画にも手を染める例もある。
新聞の政治面に作品を発表した代表的な作家として横山泰三、清水崑、馬場のぼる、山田紳、針すなおらがいるほか、漫画雑誌に一コマ漫画を連載した作家に相原コージ、エッセイの挿絵に近い形で発表している作家に西原理恵子らがいる。
SF作家の星新一はアメリカの一コマ漫画のコレクションを趣味にしており、その一部とそれに関する解説エッセイをまとめたものは「進化した猿たち」の表題で出版されている（全3巻）。特に孤島漫画の数が多く、彼もこれに注目したのがコレクションのきっかけであった。アメリカではアンソロジーも多数存在するとのこと。
また、彼によるとアメリカと日本の一コマ漫画ではっきりした違いとして、例外はあるものの、日本のそれは登場人物がしゃべるより、会話でない表題が付く。アメリカのそれはむしろ登場者の言葉があって、それが落ちやくすぐりになっている。